# Julio Senador Gómez
Julio Senador Gómez Maestro (Cervillego de la Cruz, província de Valladolid, 26 de setembre de 1872 - Pamplona, 28 de gener de 1962) va ser un escriptor espanyol pertanyent al regeneracionisme.

## Biografia
Nascut en la localitat de Cervillego de la Cruz, província de Valladolid, el 26 de setembre de 1872, era fill d'una família de pagesos. Als tres anys es va veure afectat per una poliomielitis que li va deformar una cama i que va minvar alguna cosa els recursos de la família. Va marxar a Valladolid a estudiar el batxillerat en un internat (1883-1888) amb un parent de la mare, director del Col·legi de Sant Tomàs. En acabar l'internat la seva família es va traslladar amb ell a Valladolid, ja que la seva germana Maurina, també estudiant, volia ser mestra. El seu pas per la Universitat d'aquesta ciutat, on va estudiar dret, el va decebre profundament. El 1895 va aprovar les últimes cinc assignatures que li quedaven. Va superar l'examen de llicenciat el 1897. Ell hagués volgut estudiar enginyeria de muntanyes (va escriure algunes obres de temàtica forestal), però va preparar oposicions a notari que acabaria aprovant.
L'exercici de la seva professió com a notari en diverses localitats espanyoles li va permetre conèixer a fons l'Espanya rural, però va ser sobretot la seva estada en la vila palentina de Frómista la que li va deixar un record més viu.
Crític, amb freqüència despietat, però sempre rigorós de les situacions existents en l'Espanya del seu temps, va deixar obres com Castilla en escombros: las leyes, las tierras, el trigo y el hambre. Allí pinta un quadre negríssim de la realitat castellana: "Avui dir Castella no és més que articular un vocable buit de sentit, perquè ja no queda aquí cap Castella d'existència real".
Aquest llibre li va donar certa celebritat i va començar a escriure articles en la revista España i més esporàdicament a El Socialista. En aquests articles ataca diversos aspectes de la vida espanyola: la injustícia del sistema impositiu, la propietat comunal de la terra, l'endarreriment tècnic, el proteccionisme. De Ricardo Macías Picavea va assimilar l'odi cap a Madrid, l'iberisme, i la creença en una conjura internacional contra Espanya. El pensament de Joaquín Costa va ser també fonamental. Encara que havia llegit el Manifest comunista de Marx i a Wilfredo Pareto, va concedir més importància a lectures tècniques i científiques i d'índole més pràctica que teòrica. El pensament que més li va influir i va contribuir a formar-li va ser el d'Henry George en la seva obra Progrés i misèria, doctrina que havia calat en certs sectors de la intel·lectualitat espanyola a partir de 1910. Coneixia bé, d'altra banda, els llibres de l'irracionalisme francès, Le Bon, Barrès i Avenel. Va propugnar un model de desenvolupament que no arrasés el món camperol i fos respectuós amb la naturalesa; per això no li van entusiasmar ni la urbanització del país ni els avanços de l'agricultura cerealista. Senador se sentia hereu de la tradició liberal i més que un pensador econòmic es considerava un humanista. Durant els anys vint es va manifestar contra la "pesta feixista". Avui sona alguna cosa ingènua la seva proposta que es pot simplificar la política desideologitzat-la.
Els seus textos van influir en el pensament polític de Gregorio Fernández Díez (1891-1954) i en l'obra d'aquest, El Valor de Castilla (1926).

## Obres
- Al servicio de la plebe: la farsa trágica miseria (Madrid: Morata, 1930).
- El impuesto y los pobres (Valencia, 1931).
- La tierra libre. no pidáis pan, pedid tierra (Valladolid, 1918).
- La canción del Duero. Arte de hacer naciones y de deshacerlas, (Valladolid, 1919). (Madrid: Sucesores de Rivadeneyra, 1932)
- Antología (1915-1936) introducción y selección de textos, Ricardo Robledo, 1992
- Castilla en escombros: las leyes, las tierras, el trigo y el hambre (1915); segunda edición en 1920. Reimpreso en 1978 y en 1992.
- Castilla: lamento y esperanza (Escritos 1915-1935). Estudio preliminar por J. M. Palomares y E. Orduña. (Valladolid, Ámbito, 1992). Colección de artículos periodísticos.
- La ciudad castellana : entre todos la matamos (Barcelona, 1918); reimpreso por Fundación Banco Exterior, 1989. (Biblioteca Regeneracionista)
- Desde Castilla, selección y prólogo de César Armando Gómez
- Los derechos del hombre y los del hambre (Valladoolid, 1928). Reimpreso en 1978.